# Нанда (актриса)
Нанда (англ. Nanda, маратхи नंदा, 8 января 1939 — 25 марта 2014) — индийская актриса. За свою карьеру, длившуюся почти четыре десятилетия, она снялась около 70 фильмах на хинди и маратхи. Обладательница Filmfare Award за лучшую женскую роль второго плана.

## Биография
Нанда родилась 8 января 1939 году в семье, говорящей на маратхи, в городе Колхапур (ныне индийский штат Махараштра). Её родителями были актёр и режиссёр Винаяк Дамодар Карнатаки (известный как Мастер Винаяк) и актриса Минакши. У Нанды было два брата и сестра. Её дядя по отцу — знаменитый режиссёр В. Шантарам. Её брат, режиссёр Джайпракаш Карнатаки, женился на актрисе Джайшри Т..
Отец Нанды умер, когда ей было всего 8 лет. Чтобы поддержать семью материально, девочка начала сниматься в кино в детских ролях. Она появилась в таких фильмах, как Mandir (1948) и Jagriti (1954), под псевдонимом Бэби Нанда.
Свою первую взрослую роль она сыграла в 1956 году в фильме своего дяди Toofan Aur Deeya. Однако ещё долгое время она исполняла в основном роли второго плана в таких фильмах, как «Цветок в пыли» и «Чёрный рынок», из-за чего получила прозвище «младшая сестрёнка» (хинди Chhoti Bahen). И только роль в одноименном фильме в паре с Балраджем Сахни сделала её звездой.
Преуспев как вспомогательная актриса в начале карьеры, в более поздние годы она завоевала признание и популярность как ведущая актриса Болливуда. Она снималась во всех жанрах от романтических фильмов, таких как «Нас двое» (1961), до триллеров, например «Мистерия» (1965). Но самая известная её роль — Рита Кханна в фильме «Когда распускаются цветы» (Jab Jab Phool Khile, 1965) в паре с Шаши Капуром. После успеха этого фильма они снимались вместе ещё 7 раз, что было самым долгим примером сотрудничества как в его, так и в её карьере.
В конце 1960-х годов она снялась вместе с новичком Раджешем Кханна в саспенс-драме Ittefaq (1969), которая принесла ей номинацию на Filmfare Award за лучшую женскую роль. Нанда также четыре раза была номинирована на Filmfare за роли в фильмах Bhabhi (1957), Aanchal (1960), «Шаг за шагом» (1981) и «Любовный недуг» (1982). Но только Aanchal принёс ей награду.

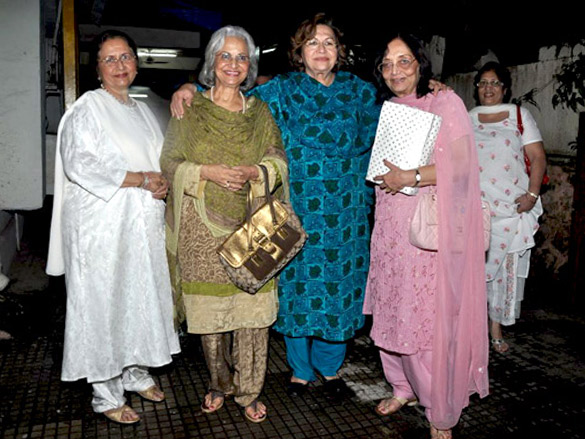
Нанда (слева), Вахида Рехман, Хелен и Садхана в 2010 году

Сыграв небольшую роль в фильме Маноджа Кумара «Шум» в 1972 году, Нанда стала сниматься в кино значительно реже. После перерыва в 1974—1980 годах она перешла с главных ролей на роли матерей. В своих трёх последних фильмах «Шаг за шагом», «Любовный недуг» и «Чернорабочий» (1983) она исполнила роль матери героини Падмини Колхапуре, после чего прекратила сниматься.
18 июня 1992 года состоялась помолвка Нанды с режиссёром Манмоханом Десаи. Однако спустя два года Десаи погиб, и Нанда до конца жизни оставалась незамужней. Среди коллег она поддерживала дружеские отношения с актрисами Вахидой Рехман, Хелен и Малой Синха.
Нанда скончалась в результате сердечного приступа в 8:30 утра во вторник 25 марта 2014 года на 76-м году жизни в своём доме в Андхери, пригороде Мумбаи. Последние обряды были выполнены в 4 вечера в тот же день в крематории Oshiwari.

## Награды и номинации
Filmfare Awards
- 1958 — номинация Лучшая женская роль второго плана — Bhabhi[12]
- 1961 — Лучшая женская роль второго плана — Aanchal[4]
- 1970 — номинация Лучшая женская роль — Ittefaq[4]
- 1982 — номинация Лучшая женская роль второго плана — «Шаг за шагом»[4]
- 1983 — номинация Лучшая женская роль второго плана — «Любовный недуг»[13]